# Aldeadávila de la Ribera
Aldeadávila de la Ribera – gmina w Hiszpanii, w prowincji Salamanka, w Kastylii i León, o powierzchni 46,18 km². W 2011 roku gmina liczyła 1364 mieszkańców.